# Adrian Honkisz
Adrian Honkisz (ur. 27 lutego 1988) – polski kolarz szosowy, medalista mistrzostw Polski.

## Kariera sportowa
Był zawodnikiem Victorii Kozy, UKS Sokół Kęty, Miche Team (2007) i MG Kvis Norda Pacific Toruń (2008). W latach 2009–2016 był zawodnikiem CCC Polsat Polkowice. W swojej karierze był mistrzem Polski juniorów (2006), dwukrotnie został wicemistrzem Polski seniorów: w 2012 w górskich mistrzostwach Polski, w 2013 w indywidualnym wyścigu szosowym ze startu wspólnego. W 2013 wygrał wyścig o Puchar Uzdrowisk Karpackich.
Reprezentował Polskę na mistrzostwach świata w 2006 (90 m. w wyścigu indywidualnym juniorów), 2008 (nie ukończył wyścigu indywidualnego w kategorii U-23), 2009 {18 m. w wyścigu indywidualnym w kategorii U-23), 2010 (43 m. w wyścigu indywidualnym w kategorii U-23).